# Bilabial konsonant
Bilabial eller dobbeltlæbelyd (for eksempel b og p) er et begreb inden for fonetikken. En bilabial konsonant artikuleres med begge læber (deraf navnet). De bilabiale konsonanter, der identificeres i det internationale fonetiske alfabet (IPA) er:
| IPA | Beskrivelse              | Eksempel | Eksempel         | Eksempel  | Eksempel        |
| IPA | Beskrivelse              | Sprog    | Ortografi        | IPA       | Betydning       |
| --- | ------------------------ | -------- | ---------------- | --------- | --------------- |
| m   | bilabial nasal           | engelsk  | man              | [mæn]     | mand / menneske |
| p   | ustemt bilabial plosiv   | engelsk  | s'p'in           | [spɪn]    | spind / spinde  |
| b   | stemt bilabial plosiv    | engelsk  | bed              | [bɛd]     | seng            |
| ɸ   | ustemt bilabial frikativ | japansk  | 富士山 (fujisan) | [ɸuʥisaɴ] | Fuji-san        |
| β   | stemt bilabial frikativ  | ewe      | ɛ'ʋ'ɛ            | [ɛ̀βɛ̀]     | ewe             |
| β̞   | bilabial approksimant    | spansk   | lo'b'o           | [loβ̞o]    | ulv             |
| ʙ   | bilabialt tril           |          |                  |           |                 |
| ʘ   | bilabialt klik           |          |                  |           |                 |